# Elección para gobernador de Florida de 2010
La elección para gobernador de Florida de 2010 tuvo lugar el 2 de noviembre. 

## Primaria republicana
|  | 46.4 % |

|  | 43.4 % |

|  | 10.1 % |

|  | 100 % |

## Primaria demócrata
|  | 76.9 % |

|  | 23.1 % |

|  | 100 % |

## Resultados
|  | 48.87 % |

|  | 47.72 % |

|  | 2.31 % |

|  | 100 % |

|  | 48.7 % |